# Harold W. Handley
Harold Willis Handley  (* 27. November 1909 in La Porte, LaPorte County, Indiana; † 30. August 1972 in Rawlins, Wyoming) war ein US-amerikanischer Politiker und zwischen 1957 und 1961 der 40. Gouverneur des Bundesstaates Indiana.

## Frühe Jahre und politischer Aufstieg
Harold Handley besuchte bis 1932 die Indiana University. Danach arbeitete er im Möbelgeschäft seines Vaters in La Porte. Anschließend war er Handelsvertreter für eine Möbelfirma in North Carolina. Als Mitglied der Republikanischen Partei wurde er 1940 in den Senat von Indiana gewählt. Der Zweite Weltkrieg unterbrach seine politische Laufbahn. Zwischen 1942 und 1946 war er Offizier in der US Army. Am Ende brachte er es bis zum Oberstleutnant. Zwischen 1949 und 1952 war er erneut Mitglied des Staatssenats; von 1953 bis 1957 fungierte er als Vizegouverneur unter Gouverneur George N. Craig und damit als dessen Stellvertreter. 1956 wurde er dann mit 55,6 Prozent der Stimmen gegen den Demokraten Ralph Tucker zum neuen Gouverneur von Indiana gewählt.

## Gouverneur von Indiana
Handleys vierjährige Amtszeit begann am 14. Januar 1957. In dieser Zeit wurde eine tiermedizinische Fakultät an der Purdue University gegründet. Gelder wurden bereitgestellt für einen neuen Hafen am Lake Michigan und ein neues Arbeitsgesetz wurde gegen den Willen des Gouverneurs vom Staatsparlament in Kraft gesetzt. Außerdem entstand ein neues 13-stöckiges Regierungsgebäude. Als sich Handley mitten in seiner Amtszeit im Jahr 1958 für einen Sitz im US-Senat bewarb, wobei er dem Demokraten Vance Hartke recht deutlich unterlag, stieß dieser Plan in Indiana teilweise auf Unverständnis und führte zu einem Popularitätsverlust des Gouverneurs.
Nach dem Ende seiner Amtszeit im Januar 1961 zog sich Handley aus der Politik zurück. Er eröffnete in Indianapolis eine Public-Relation-Firma. Handley starb 1972 in Wyoming und wurde in seinem Heimatort La Porte beigesetzt. Er war mit Barbara Winterble verheiratet, mit der er zwei Kinder hatte.